# Grand Prix automobile de Détroit 1988
Résultats du Grand Prix automobile de Détroit de Formule 1 1988 qui a eu lieu sur le circuit urbain de Détroit le 19 juin 1988.

## Classement
| Pos. | No | Pilote             | Écurie               | Tours | Temps/Abandon                      | Grille | Points |
| ---- | -- | ------------------ | -------------------- | ----- | ---------------------------------- | ------ | ------ |
| 1    | 12 | Ayrton Senna       | McLaren-Honda        | 63    | 1 h 54 min 56 s 035 (132,310 km/h) | 1      | 9      |
| 2    | 11 | Alain Prost        | McLaren-Honda        | 63    | + 38 s 713                         | 4      | 6      |
| 3    | 20 | Thierry Boutsen    | Benetton-Ford        | 62    | + 1 tour                           | 5      | 4      |
| 4    | 22 | Andrea De Cesaris  | Rial-Ford            | 62    | + 1 tour                           | 12     | 3      |
| 5    | 3  | Jonathan Palmer    | Tyrrell-Ford         | 62    | + 1 tour                           | 17     | 2      |
| 6    | 23 | Pierluigi Martini  | Minardi-Ford         | 62    | + 1 tour                           | 16     | 1      |
| 7    | 29 | Yannick Dalmas     | Larrousse-Ford       | 61    | + 2 tours                          | 24     |        |
| 8    | 36 | Alex Caffi         | Scuderia Italia-Ford | 61    | + 2 tours                          | 21     |        |
| 9    | 4  | Julian Bailey      | Tyrrell-Ford         | 59    | Accident                           | 22     |        |
| Abd. | 24 | Luis Pérez-Sala    | Minardi-Ford         | 54    | Boîte de vitesses                  | 25     |        |
| Abd. | 30 | Philippe Alliot    | Larrousse-Ford       | 46    | Transmission                       | 14     |        |
| Abd. | 33 | Stefano Modena     | Eurobrun-Ford        | 46    | Accident                           | 19     |        |
| Abd. | 27 | Michele Alboreto   | Ferrari              | 45    | Collision                          | 3      |        |
| Abd. | 25 | René Arnoux        | Ligier-Judd          | 45    | Moteur                             | 20     |        |
| Abd. | 15 | Mauricio Gugelmin  | March-Judd           | 34    | Moteur                             | 13     |        |
| Abd. | 6  | Riccardo Patrese   | Williams-Judd        | 26    | Panne électrique                   | 10     |        |
| Abd. | 1  | Nelson Piquet      | Lotus-Honda          | 26    | Sortie de piste                    | 8      |        |
| Abd. | 32 | Oscar Larrauri     | Eurobrun-Ford        | 26    | Boîte de vitesses                  | 23     |        |
| Abd. | 17 | Derek Warwick      | Arrows-Megatron      | 24    | Accident                           | 9      |        |
| Abd. | 5  | Nigel Mansell      | Williams-Judd        | 18    | Panne électrique                   | 6      |        |
| Abd. | 14 | Philippe Streiff   | AGS-Ford             | 15    | Accident                           | 11     |        |
| Abd. | 19 | Alessandro Nannini | Benetton-Ford        | 14    | Suspension                         | 7      |        |
| Abd. | 18 | Eddie Cheever      | Arrows-Megatron      | 14    | Panne électrique                   | 15     |        |
| Abd. | 21 | Nicola Larini      | Osella               | 7     | Moteur                             | 26     |        |
| Abd. | 28 | Gerhard Berger     | Ferrari              | 6     | Crevaison                          | 2      |        |
| Abd. | 26 | Stefan Johansson   | Ligier-Judd          | 2     | Surchauffe                         | 18     |        |
| Np.  | 16 | Ivan Capelli       | March-Judd           |       | Accident                           |        |        |
| Nq.  | 2  | Satoru Nakajima    | Lotus-Honda          |       | Non qualifié                       |        |        |
| Nq.  | 10 | Bernd Schneider    | Zakspeed             |       | Non qualifié                       |        |        |
| Nq.  | 9  | Piercarlo Ghinzani | Zakspeed             |       | Non qualifié                       |        |        |
| Npq. | 31 | Gabriele Tarquini  | Coloni-Ford          |       | Non préqualifié                    |        |        |

## Pole position et record du tour
- Pole position : Ayrton Senna en 1 min 40 s 606 (vitesse moyenne : 143,956 km/h).
- Meilleur tour en course : Alain Prost en 1 min 44 s 836 au 4e tour (vitesse moyenne : 138,147 km/h).

## Tours en tête
- Ayrton Senna : 63 (1-63)

## À noter
- 9e victoire pour Ayrton Senna.
- 61e victoire pour McLaren en tant que constructeur.
- 33e victoire pour Honda en tant que motoriste.
- 1ers points de Rial Racing.